# Seiscientos
El seiscientos (600) es el número natural que sigue al quinientos noventa y nueve y precede al seiscientos uno.

## Propiedades aritméticas
- Es un número compuesto, que tiene los siguientes divisores: 1, 2, 3, 4, 5, 6, 8, 10, 12, 15, 20, 24, 25, 30, 40, 50, 60, 75, 100, 120, 150, 200, 300 y 600. Como la suma de sus  factores propios  es 1260 > 600, se trata de un número abundante.

- Factorizando 600 = 23 × 3 × 52

- Factores unitarios: 1, 8, 3, 25, 24, 200, 75, 600

- Divisores cuadrados: 1, 4, 25, 100

- Divisores cubos: 1, 8

- En sistema duodecimal: 420(d), 4 gruesas, 2 docenas, 0 unidades.

- Combinación lineal de potencias de 2 : 9×26+1×24 +1×23 = 600

## Propiedades algebraicas
- 600 es un número entero, miembro del grupo abeliano Z, opuesto de -600

- 600 es un número racional, elemento del grupo multiplicativo R sin el cero; inverso de 1/600

- Número real, equivale a 599,999...
- Número complejo tiene la parte imaginaria igual a cero
- número algebraico: raíz de la ecuación 2x -1200 = 0

## Propiedades topológicas
- Es miembro del conjunto cerrado [600; 605] en la topología usual de la recta
- Es punto frontera del conjunto (600; 763) en Tu de R
- Es punto adherente del conjunto (600; 759] en  Tu de R
- Es punto de acumulación del conjunto (557; 634) en la topología usual de R

- Datos: Q257138
- Multimedia: 600 (number) / Q257138